# Микаэль, Людмила
Людмила Микаэль (фр. Ludmila Mikaël, род. 27 апреля 1947 года, Париж) — французская актриса театра и кино.

## Биография
Дочь художника Пьера Дмитриенко и пианистки Лилианы Кароль, Людмила Микаэль выбрала путь классической театральный актрисы, поступив в Комеди Франсез в 1967 году. Проходила обучение в Высшей национальной консерватории драматического искусства, в классе Луи Сенье, где получила 1-ю премию как драматическая актриса за роль Грушеньки в постановке «Братьев Карамазовых» по Ф. М. Достоевскому, 2-ю премию по классу трагедии за воплощение образа Гермионы в «Андромахе» Расина, 2-ю премию по классической комедии за роль Камиллы в пьесе «С любовью не шутят» Альфреда де Мюссе. В 1966 году начинает сниматься в кино, первой работой стала роль в фильме «Прыжок» (O Salto) Кристиана де Шалонжа.
Однако первым на экраны выходит другой фильм с участием молодой актрисы — «Мальчики и девочки» Этьена Перье, где Людмила исполняет роль Франсуазы, а её партнёрами стали актёры Николь Гарсиа и Марк Порель. Популярность приходит в 1969 году, после выхода на экраны фильма Франсуа Летеррье «Псовая охота» с Сами Фрэй и Клодом Брассёром. Затем следует удачная работа в фильме Клода Соте «Венсан, Франсуа, Поль и другие», в котором её основным партнёром был Ив Монтан.
После этого Людмила Микаэль изредка появлялась в ролях второго плана в крупнобюджетных фильмах, а также в более серьёзных ролях в авторском кино, таком как «Белая свадьба» Жана-Клода Бриссо (1989). За роль Катрин в этом фильме Людмила была номинирована на премию «Сезар», как лучшая актриса второго плана.
В 1987 году Людмила Микаэль становится вольнонаёмной актрисой Комеди Франсез и не спешит отдаваться работе в кино. Она снимается на телевидении, на большом же экране фильмы в её участием появляются достаточно редко. Это популярные комедии или картины молодых режиссёров. Один из таких фильмов, «Побережье» Жюли Лопес-Кюрваль, был удостоен «Золотой камеры» в Каннах, в 2002 году.
В 2005 году Людмила вновь сосредотачивается на театральной карьере, отказавшись от второплановых киноролей.

## Личная жизнь
Людмила Микаэль была замужем за известным театральным режиссёром Терри Хэндсом, много лет возглавлявшим Royal Shakespeare Company, и часто была занята в его постановках. От этого брака у неё есть дочь Марина Хэндс (род. 1977), также известная актриса театра и кино, лауреат премии «Сезар» (2007).

## Роли в театре
- 1967

1. Матильда, Каприз (Un caprice), Альфреда де Мюссе
2. Эльвира, Дон Жуан Мольера, реж. Антуан Бурселье

- 1968

1. Донья Мария Нейбургская, Рюи Блаз Виктора Гюго, реж. Раймон Руло

- 1969

1. Элианта, Мизантроп Мольера, реж. Пьер Дюкс

- 1970

1. Lumîr, Чёрствый хлеб, Поля Клоделя реж. Жан-Мари Серро
2. Бендетта de Narni, Маласента Анри де Монтерлана, реж. Пьер Дюкс
3. Леонора, Сид Корнеля, реж. Поль-Эмиль Дейбер

- 1971

1. Элла, Сердце вдвоём, Guy Foissy, реж. Жан-Пьер Мигель
2. Мариана, Тартюф Мольера, реж Жак Шарон
3. Гвендолин, Беккет, или Честь божья Жана Ануя, реж. Жан Ануй и Ролан Пьетри
4. Камилла, Гораций Корнеля, реж. Жан-Пьер Мигель

- 1972

1. Мариана, Магистр ордена Сантьяго, Анри Де Монтерлана, постановка, возобновлённая под управлением Мишеля Этшеверри
2. Леди Анна, Ричард Третий, Шекспира, реж. Терри Хэндс
3. жеманница, Труппа Ройа, по Мольеру, реж. Поль-Эмиль Дейбер

- 1973

1. Сестра Габриэлла, Порт-Ройал Анри де Монтерлана, реж. Жан Мейер

- 1974

1. Таиса и Марина, Перикл, царь Тирский Шекспира, реж. Терри Хэндс
2. Корали Бле, Ностальгия, товарищ... Франсуа Билледу, реж. Жан-Поль Руссийон

- 1975

1. Ysé, Полуденный раздел, Поля Клоделя, реж. Антуан Вите

- 1976

1. Виола, Двенадцатая ночь, или Как пожелаете Шекспира, реж. Терри Хэндс
2. Роксана, Сирано де Бержерак Эдмона Ростана, реж. Жан-Поль Руссийон

- 1977

1. Валентина, Домашний мир, Жорж Куртелин, реж. Ален Пралон
2. Химена, Сид, Корнеля, реж. Терри Хэндс

- 1978

1. Юния, Британик Расина, реж. Жан-Пьер Мигель
2. Федра, Федра Расина, реж. Жак Роснер
3. Гиацината, Дачная Трилогия Карло Гольдони, реж. Джорджо Стрелер

- 1980

1. Нина Михайловна Заречная, Чайка, А. П. Чехова, реж. Отомар Крейча
2. Марианна, Каприз Марианны, Альфреда де Мюссе, реж. Франсуа Болье

- 1982

1. Росаура, Жизнь есть сон Педро Кальдерона де ла Барки, реж. Хорхе Лавелли

- 1983

1. маркиза, Новые сюрпризы любви, Мариво, реж. Жан-Пьер Мигель

- 1984

1. Селимена, Мизантроп, Мольера, реж. Жан-Пьер Винсент
2. Береника, Береника Расина, реж. Клаус-Михаэль Грубер

## Фильмография
- 1968 — O Salto, режиссер Кристиан Де Шалонж — Доминик
- 1968 — Des Garçons et des filles, Этьен Перье — Франсуаза
- 1968 — Сержант / The Sergeant, Джон Флинн — Соланж
- 1969 — La Chasse royale, Франсуа Летеррье — Элен
- 1972 — Horace, Оливье Рикард
- 1974 — Un homme qui dort, Бернар Кеизанн — голос за кадром
- 1974 — Венсан, Франсуа, Поль и другие, Клод Сотэ — Мари
- 1979 — Война полиций / La Guerre des polices
- 1982 — Мещанин во дворянстве, Роже Кожжьо — Доримена
- 1989 — Белая свадьба, Жан-Клод Бриссо — Катрин Хайно
- 1989 — Наиталия / Natalia, Бернар Кохн — Катрин
- 1991 — Vagabond, Анн Ле Моннье — Мария
- 1991 — Aqui d’el rei !, Антонио-Педро Васконселос — Мариана
- 1992 — Дьенбьенфу, Пьер Шёндёрфер — Беатриса Вернье
- 1993 — Mauvais garçon, Жак Браль — Барбара
- 1993 — A cause d’elle, Жан-Люп Убер — Аньес
- 1993 — Coup de jeune, Ксавье Желен — Анна-Кристин
- 1993 — Ветер с востока, Робер Энрико — капитан Баринкова
- 1993 — Archipel, Пьер Гранье-Дефер — мисс Эллиот
- 1995 — Le Petit garçon, Пьер Гранье-Дефер — Госпожа Руссэль
- 1999 — Иисус / Jésus режиссер Серж Моати — Мария
- 2001 — 15 августа, Патрик Алессандрен — Луиза Абель
- 2001 — Искусство обольщения / L’Art (délicat) de la séduction — Алиса
- 2002 — Bord de mer, de Жюли Лопес-Кюрваль — Анна
- 2003 — Танго Рашевских / Le Tango des Rashevski, Сэм Гарбарски — Изабелла
- 2003 — Сердца мужчин / Le Cœur des hommes, Марк Эспозито — Франсуаза
- 2004 — Aux Abois, режиссер Филипп Коллин — Симон
- 2004 — Pourquoi (pas) le Brésil, Летиция Массон — красотка
- 2007 — Слушай меня, режиссер Аланте Кавайте — мать
- 2007 — Сердца мужчин 2 / Le Cœur des hommes 2, Марк Эспозито — Франсуаза

## Роли на телевидении
- 1977 : Bonheur, impair et passe, Роже Вадим — Ангора
- 1983 : Deux amies d’enfance, Нина Компанеец — Эстер / Нелли
- 1989 : Le lien du sang, Пьер Лари — Элен
- 1995 : Le Rêve d’Esther, Жак Отмезгин — Эстер
- 1997 : Interdit de vieillir, Доминик Табюто — Доминик
- 1997 : L’Inventaire, Каролин Юппер — Мелани Буаелль
- 1997 : Un Homme digne de confiance, Филипп Монье — Элеонора Кастан
- 1998 : Victor Schoelcher, l’abolition, Поль Векшали
- 2003 : Tout pour être heureux, Жан-Дени Робер — Катрин
- 2003 : Le Tango des Rashevski, Сэм Гарбарски — Изабелла
- 2005 : Sarah Bernhardt, une étoile en plein jour (премьера в 2008), Лоран Жауи : мадмуазель Сара Бернар Bernhardt
- 2006 : Mémoire de glace, Пьер-Антуан Иро — Марта Ребате
- 2006 : René Bousquet ou le grand arrangement, Лоран Эйнеманн
- 2007 : Les Liens du sang, Режи Мюссе — Лоренс Мейер
- 2008 : Le sanglot des anges, Жак Отмезгин — Марлен

## Награды
- В 1970 году получила Приз Сюзанны Бьянкетти, вручаемый во Франции молодым актрисам, подающим большие надежды.
- В 1990 году номинирована на премию «Сезар» как лучшая актриса второго плана за фильм «Белая свадьба» (1989).
- В 1992 году получила престижную театральную награду, Приз Мольера.